# Biflorae (Bulbophyllum)
Biflorae es una sección del género Bulbophyllum perteneciente a la familia de las orquídeas.
Se caracterizan por tener dos flores. Se distribuyen por la Península de Malasia e Indonesia.

## Especies
1. Bulbophyllum biflorum Teijsm. & Binn. 1855 Java, Sumatra, Bali, Borneo, Filipinas, Tailandia y Malasia.
2. Bulbophyllum rhombifolium (Carr) Masam. 1942 Malasia y Borneo.
3. Bulbophyllum siederi Garay 1999 Sumatra.